# ریتر (آیووا)
ریتر (به انگلیسی: Ritter) یک منطقهٔ مسکونی در ایالات متحده آمریکا است که در آیووا واقع شده‌است. ریتر ۴۳۴٫۹۵ متر بالاتر از سطح دریا واقع شده‌است.